# Waldzell
Waldzell je obec v rakouské spolkové zemi Horní Rakousy, v okrese Ried.

## Obyvatelstvo
K 1. lednu 2013 zde žilo 2 092 obyvatel.

## Osobnosti
- Franz-Paul Kröll sen (* 1818) Lékař
- Franz-Paul Kröll jun (* 1846) lékař
- Andreas Goldberger (* 1972), skokan na lyžích
- Ferdinand Marschall (1924–2006), fotbalový rozhočí
- Jakob Mayr (1894–1971), politik a ředitel školy